# Звук (стриминговый сервис)
«Звук» (до 2020 года — Zvooq, до 2022 года — «СберЗвук») — интернет-сервис потокового аудио, позволяющий слушать музыку, подкасты и аудиокниги. Zvooq работает с 24 сентября 2010 года. Его основателями выступили Алексей Остроухов, Саймон Данлоп и Виктор Фрумкин. В 2020—2022 годах владельцем сервиса был «Сбербанк», после чего сервис был продан компании «Новые возможности».

## Описание
Бесплатная пробная подписка на «Звук» действует первые 30 дней, после чего доступен только через подписку «СберПрайм» (299 рублей в месяц или 1990 за год). Ключевая особенность сервиса — стриминг в HiFi-качестве (FLAC вместо MP3). По состоянию на 2024 год более половины из 70 миллионов аудиозаписей в фонотеке были доступны в высоком качестве.
Кроме музыки и подкастов, могут слушать аудиокниги, радио и детский контент. Сервис доступен через сайт zvuk.com, мобильные приложения, в автомобилях с поддержкой CarPlay и Android Auto, а также на умных колонках Sberboom.

## История
Музыкальный сервис Zvooq был основан 24 сентября 2010 года предпринимателями Саймоном Данлопом, Алексеем Остроуховым и финансовым инвестором Виктором Фрумкиным. По данным сайта «Афиша Daily», в начале существования сервиса поступали жалобы на наличие треков, права на которые не были согласованы с правообладателями.
В ноябре 2011 года сервис запустил интеграцию с социальной сетью Facebook.
11 октября 2013 года сервис выпустил мобильное приложение под названием Fonoteka, а в конце июня 2014 года вышло второе приложение сервиса под названием Zvooq, которое позднее заняло первую строчку в рейтинге App Store.
В июле 2014 года холдинг Dream Industries заявил, что займётся продажей аудиорекламы. Для этого была основана отдельная компания под названием Unisound. Внедрение аудиорекламы в сервис Zvooq было запланировано на август того же года. В этот же период Zvooq привлёк $20 миллионов на интеграцию с другими продуктами. Инвесторами стали российский онлайн-ритейлер «Юлмарт» и финский инвестфонд Essedel Capital.
В сентябре 2015 года Zvooq заключил контракт со звукозаписывающей компанией Sony Music, став первым полностью лицензированным российским независимым музыкальным сервисом. В июне 2016 Zvooq заключил заключил контракт с мобильным оператором Tele2, в рамках которого все абоненты оператора получали бесплатную пробную подписку на Zvooq.
В августе 2016 года прошла интеграция Zvooq с Android-приложением Opera Max компании Opera, что позволило пользователям экономить интернет-трафик при прослушивании онлайн-музыки. В том же месяце Shazam заключил партнёрство со Zvooq. По условиям контракта, пользователи Shazam могли бесплатно слушать распознанные сервисом треки через функцию «Слушать на Zvooq».
В ноябре 2017 года был запущен сервис «Мегафон. Музыка» от оператора «Мегафон», который объединил три музыкальных сервиса: «Яндекс.Музыка», Zvooq и BOOM. На эти сервисы можно было оформить подписку через «Мегафон. Музыку». Абоненты «Мегафона» получали безлимитный интернет-трафик почти на всех тарифах при прослушивании треков, а для пользователей тарифа «Включайся! Слушай» действовали дополнительные скидки на подписку.
В августе 2019 года представители Zvooq и «Сбербанка» объявили, что «Сбербанк» планирует запустить собственный музыкальный сервис, утверждая, что уже достигнута договорённость между компаниями. В 2019 году оборот сервиса составлял 346,9 миллионов рублей.
23 сентября 2020 года «Сбербанк» приобрёл Zvooq. В 2020 году число зарегистрированных пользователей сервиса превышало 6 000 000. По итогам сделки «Сбербанк» получил 100 % акций сервиса Zvooq. Генеральным директором сервиса был вновь назначен Михаил Ильичёв, занимавший эту должность с 2014 по 2017 год. Игорь Мухин, занимавший эту должность со 2 марта 2018 года по сентябрь 2020 года, остался в команде. По словам Михаила Ильичёва, после заключения сделки среднее количество пользователей сервиса за 30 дней выросло почти в два раза. Примерно во столько же раз увеличилось количество установок приложения.
В начале марта 2021 года «Сбербанк» раскрыл доходы от нефинансового бизнеса за 2020 год. Вместе с онлайн-кинотеатром Okko «СберЗвук» принёс материнской компании 7,4 млрд рублей дохода. Количество платящих пользователей сервиса составило 800 000. В том же месяце стало известно, что должность генерального продюсера «СберЗвука» занял Сергей Балдин. В июне того же года «СберЗвук» вошёл в состав подписки «СберПрайм».
В июне 2021 «СберЗвук» стал первым среди российских аудиосервисов, предложившим возможность прослушивания музыки со сжатием без потерь (HiFi). По данным iXBT.com, на тот момент подписчикам «СберЗвука» было доступно 35 миллионов треков в этом формате. Также в 2021 году «Звук» открыл направление «Звук Бизнес», в рамках которого предлагает стриминг для общественных и коммерческих пространств.
В апреле 2022 года, после введения санкций против «Сбербанка», из названия сервиса было убрано упоминание банка. В мае 2022 года, после ввода в отношении «Сбера» блокирующих санкций США, «Звук» был продан новообразованной компании «Новые возможности». Передача контроля не затронула коммерческие или технологические условия для действующих пользователей. В сентябре того же года приложение временно пропало из AppStore.

### Сотрудничество с артистами
В 2022 году «Звук» стал активнее работать с B2A-аудиторией и 19 июля выпустил приложение для артистов «СТУДИО», позиционируемое как полноценный цифровой помощник для музыкантов и их команд.
С 2023 года «Звук» занимается поддержкой известных и начинающих музыкантов через серию мероприятий и образовательных программ. В рамках инициативы «Вечерний Звук» артисты представляли свои новые работы СМИ, лидерам мнений и представителям крупных лейблов за несколько часов до официального релиза. Совместно с радиостанцией Studio 21 «Звук» провёл закрытую презентацию «ТруБит» для новых артистов. Стриминг запустил онлайн-кэмп «Звучи ГРОМЧЕ», предлагающий приз в 3 миллиона рублей на развитие творчества. Также «Звук» сотрудничает с образовательной лабораторией AguTeens, Академией музыки и РАМ имени Гнесиных.

### Конфликт с «Яндексом»
5 февраля 2016 года было подписано соглашение о неразглашении между Zvooq и «Яндексом», которое запрещало нанимать сотрудников Zvooq в течение полугода с момента подписания документа. Однако в ноябре того же года Zvooq обвинил «Яндекс» в нарушении договорённости о запрете переманивания сотрудников и подал судебный иск на $29 миллионов. Итоги дальнейших разбирательств не раскрывались.

## Отзывы
Алексей Подболотов в обзорной статье о музыкальных стримингах, опубликованной на сайте Mobile Review.com в 2019 году, отметил, что все песни сервиса Zvooq отлично рассортированы, упомянув при этом, что «здесь хорошая база российской музыки, а вот с зарубежной ситуация грустная», аргументировав свою позицию тем, что новые релизы зарубежной музыки либо задерживаются, либо вовсе не выходят.
В июне 2013 года Василиса Данилова, автор рецензии на «Газете.ru», написала, что работа на легальных условиях для российских онлайн-плееров является редкостью, обратив внимание на то, что Zvooq «каких-то особенных возможностей» по прослушиваю музыкальных произведений не предоставляет. При этом Василиса отнесла к плюсам сервиса наличие бесплатной подписки и возможность покупки и скачивания треков, к минусам же она отнесла на момент написания обзора отсутствие мобильного приложения.
В 2015 году обозреватель веб-сайта Ferra.ru заметил, что Zvooq на время публикации рецензии выглядит «сыро», что на его сайте и в приложениях местами появляются ошибки. Критик также указал на тот факт, что количество музыки в сервисе меньше по сравнению с тем, что представлено Яндексом или Google, а внешний вид онлайн-плеера он назвал «неплохим», предположив, что через год-два Zvooq «сможет играть наравне с крупными конкурентами».